# Doktor Faustus
A Doktor Faustus. Adrian Leverkühn német zeneszerző élete, egy barátja által elmesélve Thomas Mann 1947-ben megjelent regénye (Doktor Faustus. Das Leben des deutschen Tonsetzers Adrian Leverkühn, erzählt von einem Freunde).

## Keletkezése
Thomas Mann 1943-ban kezdte írni és 1947 elején fejezte be, ez az utolsó befejezett nagyregénye. Először a Bermann-Fischer kiadónál jelent meg Stockholmban. 
A művészregényben „az ördöggel lepaktáló művész” jelenségén túl a hitleri Németországot értelmezi a zseniális, majd megőrülő zeneszerző alakján keresztül, erőteljes párhuzamokkal Nietsche életrajzával. Összefoglalja benne a német nép és szellem 20. századi bukását, melyet főhőse, Adrian Leverkühn sorsa jelképez. 
Magyarul először 1948-ban az Athenaeum jelentette meg Gáspár Endre, majd 1967-ben az Európa Könyvkiadó Szőllősy Klára fordításában.

### A doktor Faustus keletkezése. Egy regény regénye
Párhuzamosan A doktor Faustus keletkezése. Egy regény regénye (Die Entstehung des Doktor Faustus) című önreflexív tanulmányon is dolgozott (1949), amely „az író naplójegyzeteinek, életéről, művéről, világról és politikáról szóló nyilatkozatainak foglalata. (...) Nem akar titkokat megfejteni, de mégis váratlan bepillantást enged írójának legbensőbb titkaiba.”
A tanulmány a Faustus-regény keletkezésének a történetét mondja el, mintegy utószó gyanánt. A „regény regényében” megdöbbentően érdekes vallomások születtek a regény egyes részleteinek kialakulásáról, „s emellett feltárul az író mindennapi életének belső és külső története, családi részletek, s az annyira szemérmes és mégis amerikai jellegű, naiv és mégis rafinált önmutogatás. Ez is kettős időben, mint maga a regény. A művészien beleszőtt naplórészletek még a háború és Roosevelt Amerikája idejéből, másrészt ugyanezeknek és az azóta bekövetkezett változásoknak regisztrálása és bírálata abból az időből, mikor a regény regénye készült. A műalkotás keletkezéséről tett önvallomások vajmi ritkán szoktak őszinték lenni. Thomas Mann őszinteségében azonban nincs okunk kételkedni.” (Vajda György Mihály)

## Cselekménye
A Doktor Faustus egy kitalált személy, Adrian Leverkühn komponista (1885-1940) életrajza, melyet a történet szerint annak barátja, Serenus Zeitblom 3 évvel a zeneszerző halála után (1943. május 23-án) kezd el írni és 1945-ben fejez be. A biográfia novellaszerűen fűződik a Zeitblom által írás közben megélt időszak (a második világháború közepétől annak végéig) elbeszélésébe, mivel a fiktív szerző lépten-nyomon említést tesz a külső körülményekről, amelyek közepette barátja életrajzát írja.
Adrian Leverkühn 1885-ben születik egy kis tanyán (Buchel). Két testvére van (Georg és Ursula), akikkel bár barátságos, de mégis távolságtartó a viszonya. Testvérei segítségével szerzi első zenei tapasztalatait, közös kánonéneklések közepette, melyen testvérei mellett Hanne, a szolgálólány is részt vesz. Képzett és művelt apjuk gondoskodik róla, hogy egy magántanár révén megfelelő tanításban részesüljenek. Kiderül, hogy Adrian különösen tehetséges, s a fiú 13 éves korára olyannyira előrehalad, hogy a tanító kénytelen elismerni, mindent megtanított már neki, amit tudott. Adrian ezért elköltözik a tanyáról, hogy Kaisersachernben lakjon a nagybátyjánál és az ottani gimnáziumba járjon.
Itt él Serenus is, a gyermekkori barátja, így kapcsolatuk újra közelebbivé válik. A nagybácsi zeneboltot vezet, s Adrian hamarosan jó ismeretséget köt a hangszerekkel, közöttük nem egy igen ritkával és egyedivel is. Az iskola végzése mellett (mely nem okoz gondot a számára) az ifjú Leverkühn kapcsolatba kerül az orgonista Kretzschmarral, aki kiválasztott közönség számára tart előadásokat különféle zenei művekről, és átható tárgyi tudása révén valamint azáltal, hogy bevezeti Leverkühnt az orgonajáték és a zeneszerzés tudományába, nagy hatást gyakorol a komponista fejlődésére.
Az iskola befejezése után Adrian sokak várakozásával ellentétben nem zenét kezd el tanulni, hanem teológiát Halléban. Aztán a második szemeszterben (1905) végül megszakítja tanulmányait, hogy Lipcsébe költözzön, ahol zenei stúdiumokat folytat, majd diplomát szerez. E külső változások mellett a lipcsei tartózkodás idején Leverkühn jelleme is „fejlődik”. Egy véletlenül megismert prostituálttól („Esmeralda”) kapott betegség hatására a komponista egyre nagyobb vonzalmat érez a mefisztói, az ördögi iránt. A „haetera esmeralda” kiáltás, mely műveiben is visszatérően egy zenei kriptogramként, a „h-a-e-a-es” motívumként felhangzik, szolgál az ördög csalogatásául.
A Mefisztóval való – elképzelt vagy valódi – találkozás végül egy olaszországi – egy lipcsei barátjával (Rüdiger Schildknapp) együttes – tartózkodása idején, 1906-ban történik meg. Az ördög és a komponista egyezséggel megpecsételt beszélgetése utóbbi naplóiban maradt fenn. Leverkühn felajánlja lelkét az ördögnek a halál után, és lemond minden földi szeretetről. Cserébe az ördög a következő 24 évre kiterjedt, bár időről időre a teljes bágyadtság és kimerültség fázisaitól megszakított, művészi termékenységet ígér neki. Az ördöggel kötött paktum igazolja önmagát. Leverkühn 1906-tól 1930-ig szenzációs darabokat komponál és világhírre tesz szert. Az alkotás periódusait ugyanakkor heves migrénrohamok szakítják meg, mely betegségtől Adrian gyermekkora óta szenved. Emellett a zeneszerző számára – a megegyezésnek megfelelően – az sem adatik meg, hogy szeretetteljes viszonya legyen valakihez. Először barátjánál, Rudolf Schwerdtfegernél próbálkozik, aki a krónikás Zeitblomon kívül az egyetlen, kivel Adrian tegeződik; majd egy ismerős nőnél (Marie). Mikor azonban Leverkühn – éppen Rudolf által – házassági ajánlatot tesz Marie-nak, megtörténik a katasztrófa: szerelmében visszautasítják, és a nő helyette Rudolfot választja, akit azonban nem sokkal később egy korábbi szeretője (Ines Institorius) a villamoson lelő.
Leverkühn csalódottságában végleg visszahúzódik egy kis, gyermekkora helyszínére nagyon hasonlító tanyára (Pfeiffering). Ott harmadszor is és egyben utoljára kísérletet tesz arra, hogy mélyebb kapcsolatba lépjen egy emberi lénnyel (Ursula nővére fiával, Nepomuk unokaöccsével), azonban e próbálkozása is kudarccal végződik, a fiú agyhártyagyulladásban meghal.
1930-ban, mikor az ördöggel kötött egyezség a végéhez közeledik, Leverkühn szűk baráti körben bemutatja legnagyobb művét („Doktor Faustus fájdalmai”). Az előadás, ami sokat merít Kretzschmar felolvasásaiból, egyben Leverkühn gyónásává válik, aki bevallja, hogy paktumot kötött Mefisztóval. Az ismerősök felháborodnak a zeneszerző viselkedésén, és nem hisznek neki. A gyónása végén Leverkühn öntudatlanul hanyatlik alá, és szellemi élete, ahogyan azt Mefisztó megjósolta, 24 évvel az egyezséget követően kihuny. Adrian utolsó éveit először egy ideggyógyintézetben tölti, majd otthon, anyja ápoltjaként, akinek őt megint kisgyermekként kell ellátnia. A korábbi barátait szellemi homályában már nem ismeri fel többé.

## Főszereplők

### Adrian Leverkühn
Leverkühn szinte beteges mértékben eltávolodik a környezetétől. Ez egyrészt abban nyilvánul meg, hogy nagyon kevés időt tölt másokkal (később aztán végleg visszahúzódik a tanyasi magányába), másrészt abban, hogy igen szófukar (Zeitblom vele kapcsolatban sok mindent csak megfigyelésekből és következtetésekből tud meg), illetve abban, hogy szinte mindenkit magáz. Ez alól csak Serenus Zeitblom kivétel, aki gyermekkori barátként régóta ismeri őt, és a hegedűművész Rudi Schwerdtfeger, akihez Leverkühnt baráti, sőt, majdhogynem szerelmi viszony fűzi, ami azonban tragikusan végződik.

### Serenus Zeitblom
A biográfia írója végig a háttérbe tolja saját személyét. Életcéljának Leverkühn megfigyelését és megvédését tartja. Így történhet meg az, hogy a saját élete eseményeinek (megismerkedése és házassága Helene asszonnyal, 2 fiuk születése és felnevelése, tanítóként elkönyvelt szakmai sikerei) Leverkühn élete idején alig szentel figyelmet, és minden szabad idejét a komponistával tölti. Ebből adódik következményként a túlzott csodálat is, amit Zeitblom tanúsít Adrian művei iránt.

### Rüdiger Schildknapp
Schildknapp angol fordító, és Lipcse óta közeli bizalmasa Leverkühnnek. Vele teszi meg a komponista a kétéves olaszországi utat is (Palestrinába, ahol Thomas Mann lakott Heinrich bátyjával), amelynek során Leverkühn találkozik Mefisztóval.

### Rudolf Schwerdtfeger
Rudolf vagy Rudi, ahogyan barátságosan becézik, Leverkühn egy közeli barátja. Zeitblom mellett ő az egyetlen, akit a zeneszerző tegez, amihez ugyanakkor Schwerdtfeger kitartó és hosszú „udvarlására” volt szükség. Adrian ír külön Rudi számára, aki a müncheni Zapfenstösser-zenekar elsőhegedűse, egy hegedűversenyt, és – tőle szokatlan módon – személyesen is megjelenik annak előadásán.
Lekötelezettségre számítva Adrian ismerteti Rudival házassági elképzeléseit, és megbízza, hogy kérje meg helyette a menyasszony kezét. Mivel azonban Rudolf maga is szerelmes a kiszemelt nőbe, a lánykérés Leverkühn elutasításával végződik, és Marie Schwerdtfegert választja vőlegényül. Ezen árulás eltávolítja Adriant mindkettőjüktől, de általában véve az emberektől, az emberiségtől is; az eljegyzés folyományaként pedig Rudit egy korábbi szeretője, Ines Institorius a férfi müncheni búcsúkoncertjét követően lelövi.

### Ines Institorius (szül. Rodde)
Ines Leverkühn főbérlőjének a lánya. Brémai polgári családból származik, és apja halála után anyjával Münchenbe költözik (hasonlóan Thomas Mannhoz, aki Lübeckből költözött oda). Hogy polgári (gazdag) életet élhessen, hozzámegy a tisztességes és érzelemszegény Helmut Institorius professzorhoz. Bár házasságukból hiányzik a szerelem, Ines szül 3 gyermeket, akik ugyanakkor anyjuk szeretete nélkül, dajkáktól nevelve nőnek fel. Polgári életétől megundorodva a Rudi Schwerdtfeger-rel folytatott viszonyába és morfiumfogyasztásba menekül. Idegállapota mind labilisabbá válik, majd féltékenységből Rudi gyilkosává lesz.

## Értelmezés
Thomas Mann már régóta készült arra, hogy a Faust-témát feldolgozza, és kezdettől fogva úgy gondolta, az ő ördöggel cimboráló hőse zeneszerző lesz. A regény azonban túlnőtt az eredeti koncepción, és nem pusztán egy komponista, hanem a legtöbb művész életét mutatja be: az ihletnélküliség poklától a megszállottság isteni vagy ördögi örömén át a teljes elernyedésig és tönkremenetelig. Az, hogy Mann ezt a témát választotta, és különösen az, hogy azt így dolgozta fel, nem a tudásvágyat kiemelve Faustjában, hanem a hatni és alkotni akarást, mutatja, hogy még élete végén sem tudott teljességgel bűntudat nélkül tekinteni művészlétére és arra, hogy nem „rendes polgárként” élte az életét. A klasszikus manni probléma: egészségesnek lenni vagy művésznek a fő motívuma e műnek is; ami mégis kiemeli a többi hasonló témájú novella sorából, az terjedelmén túl az a szinte már emberfeletti műveltség, amivel az író az elbeszélését és annak dialógusait fűszerezi. Szó esik itt a zene mellett festészetről, teológiáról, irodalomról, fizikáról és egyéb tudományokról is; egyik pillanatban középkori mondát hallunk Kretzschmar előadásában a babonaság kigúnyolásául és egyben magasabbrendűségének bizonyítékául, máskor Dürer egy metszetét elemezzük együtt az íróval, hogy aztán Adriant hallgassuk Bachról és annak harmonikus polifóniájáról beszélni. S bár vannak – néha eléggé vaskos – melléfogások is a műben, az bölcsességével és kiterjedt kulturális anyagával komorsága ellenére is lélekemelő és hasznos olvasmány.
Mann egyébként e művének keletkezését is megírta külön, mindenekelőtt a naplójegyzeteire hagyatkozva. Ezen tanulmány különösen érdekes, mert bepillantást enged az író műhelytitkaiba: hogyan lesz egy ötletből regény, hogyan alakul ki a forma, milyen előzetes felkészülésre van szükség, és miképpen jön létre végül a teljes mű. A Doktor Faustus talán Mann legsötétebb és legnehezebben emészthető regénye, egyrészt témája, másrészt cselekménye és kidolgozása miatt; azonban érdemes az olvasónak leküzdenie viszolygását a nagyvárosi művésztársadalom és holdudvara erkölcstelen és paradox módon mindenki másénál kispolgáribb életét látva, hogy elolvasva a regényt – vagy újraolvasva annak egyes részeit – elmerülhessen a manni műveltség és intelligencia valóban csodálni- és egyben utánoznivaló mélységeiben.

## Magyarul
- Doctor Faustus; ford. Gáspár Endre; Athenaeum, Bp., 1948 (Nagy elbeszélők. Nyugati irodalom)
- A doktor Faustus keletkezése. Egy regény regénye; ford. Pödör László, utószó Vajda György Mihály; Gondolat, Bp., 1961
- Doktor Faustus. Adrian Leverkühn német zeneszerző élete, elmondja egy barátja; ford. Szőllősy Klára; Európa, Bp., 1967
- Entelecheia. Illusztrált töredék Thomas Mann Doktor Faustus című művéből; terv. Szalma János; Magyar Iparművészeti Főiskola, Bp., 1988